# Walther Grosse (Militärhistoriker)
Walther Grosse (* 1. Januar 1884 in Marienburg; † 20. September 1969 in Müllheim (Baden)) war ein deutscher Offizier, zuletzt Generalmajor im Zweiten Weltkrieg sowie Volkswirt und Militärhistoriker.

## Leben
Nach dem Abitur trat Grosse am 18. März 1903 als Fahnenjunker in das Pionier-Bataillon „Fürst Radziwill“ (Ostpreußisches) Nr. 1 in Königsberg ein. Dort erfolgte am 18. Oktober 1903 seine Ernennung zum Fähnrich sowie am 18. August 1904 seine Beförderung zum Leutnant. Als solcher absolvierte er vom 1. Oktober 1906 bis 30. September 1908 die Militärtechnische Akademie. Während seiner Kommandierung zur Preußischen Kriegsakademie, die vom 1. Oktober 1911 bis 21. Juli 1914 andauerte, wurde Grosse am 18. August 1912 Oberleutnant.
Nachdem er zwischenzeitlich am 17. Februar 1914 in das 5. Westpreußische Infanterie-Regiment Nr. 148 versetzt worden war, zog Grosse bei Ausbruch des Ersten Weltkrieges als Kompanieführer ins Feld. Zu Beginn der Schlacht bei Tannenberg wurde Grosse schwer verwundet und geriet in russische Kriegsgefangenschaft. Ende 1917 gelang ihm die Flucht. Nach seiner Rückkehr in die Heimat fungierte Grosse zunächst im Generalstab des stellvertretenden Generalkommandos des XX. Armee-Korps, ehe man ihn am 1. Oktober 1918 zum Bataillonskommandeur im Infanterie-Regiment Nr. 401 ernannte. Knapp drei Wochen später übernahm Grosse dann das II. Bataillon des 2. Ermländischen Infanterie-Regiments Nr. 151. Nach Kriegsende und Rückführung des Verbandes in die Heimat war Grosse vom 11. Januar 1919 bis 31. März 1920 beim Grenzschutz Ostpreußen eingesetzt. Mit diesem Datum schied Grosse unter Verleihung des Charakters als Major aus dem aktiven Dienst.
Er wurde dann Redakteur der Königsberger Allgemeinen Zeitung. Zugleich studierte er Volkswirtschaft an der Albertus-Universität Königsberg. 1923 promovierte er zum Dr. rer. pol. Sein besonderes Interesse galt der ostpreußischen Militärgeschichte. Grosse galt als bester Kenner der ostpreußischen Truppenteile.
Am 1. Juli 1930 erfolgte seine Einstellung als L-Offizier beim 1. (Preußisches) Pionier-Bataillon. In den folgenden Jahren war er u. a. Pionieroffizier bei der Kommandantur der Königsberger Befestigungen und gründete ein Festungsmuseum, dessen Bestände teilweise gerettet wurden. Am 2. Mai 1945 geriet Grosse in Kriegsgefangenschaft, aus der er 1947 entlassen wurde.
Nach dem Zweiten Weltkrieg schrieb er Soldatenbiografien.

## Auszeichnungen
- Preußenschild im Jahre 1969

## Werke
- Ostpreußische Soldaten: Bilder aus 7 Jahrhunderten 1936.
- Führer über die ostpreußischen Schlachtfelder. Königsberg 1939.
- Die Garnisonen im Kreise Wehlau. Digitalisat (Kreisgemeinschaft Wehlau) (PDF; 5,2 MB)
- Die Schlacht bei Gumbinnen. Die Kämpfe in Ostpreußen vom 17. bis 20. August 1914. Tilsit 1939.
- Ein buntes Leben. München.